# 邁爾造船廠

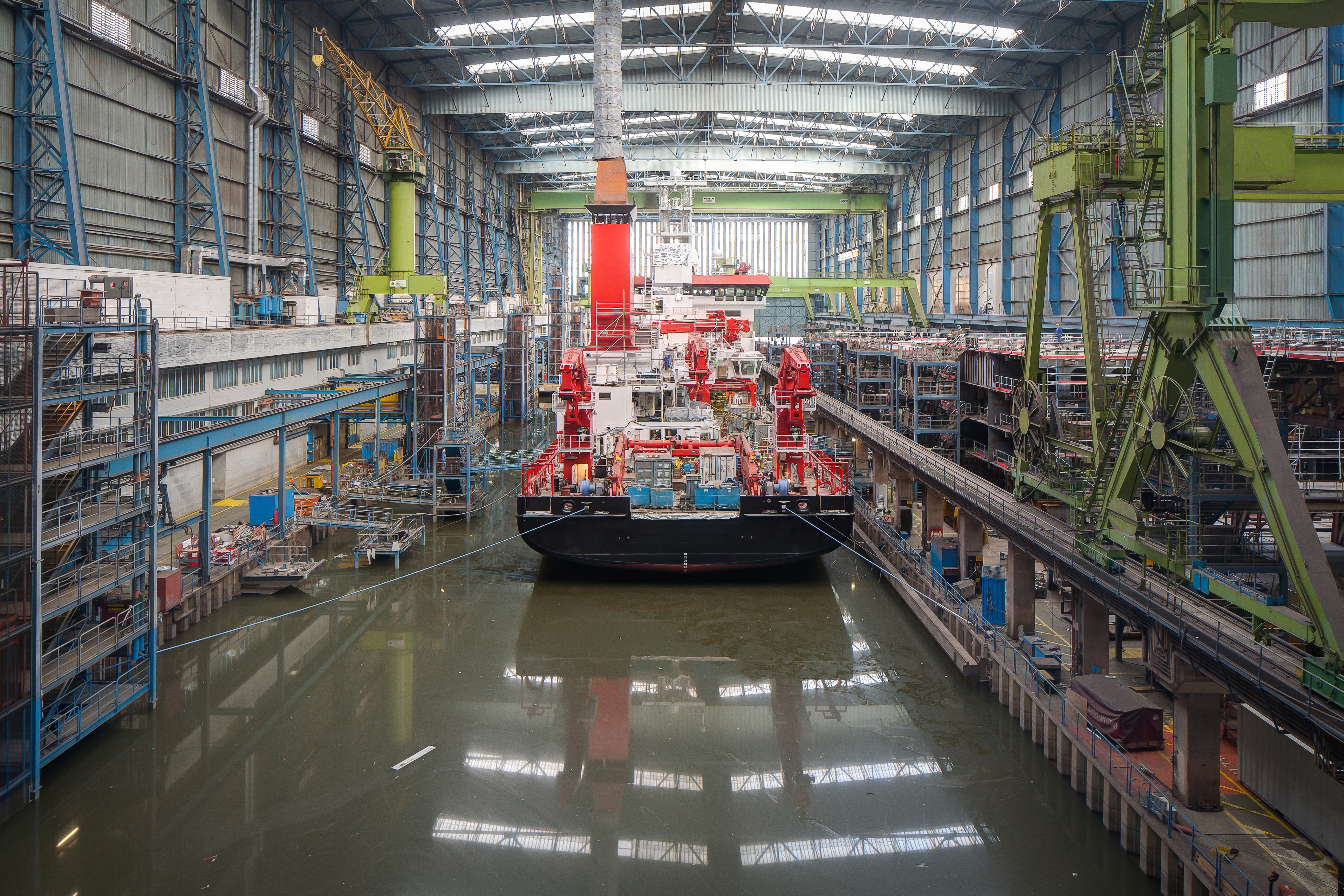
邁爾造船廠

迈尔造船厂 是一家德国造船厂，总部位于埃姆斯河畔的帕彭堡。邁爾造船廠成立于1795年，起初該公司主要建造小型木船，後來開始建造郵輪。邁爾造船廠是由邁爾家族持有的家族企業。
2024年，德國政府將收購持有該船廠部分股份。